# Logan Couture
Logan Couture (Guelph, Ontario, 28 de marzo de 1989), apodado Clutchure o Juicy, es un jugador profesional canadiense de hockey sobre hielo que se desempeña en la posición de centro en San Jose Sharks, equipo de la National Hockey League (NHL).

## Carrera
Fue seleccionado en la primera ronda en la NHL Entry Draft de 2007. En 2009 hizo su debut profesional con el equipo San Jose Sharks, donde lleva jugando quince temporadas.